# Yoanna House
Yoanna House (* 9. April 1980 in Jacksonville, Florida) ist ein US-amerikanisches Model und eine Gewinnerin der Casting-Show America’s Next Top Model.

## Leben
Sie wurde als Tochter einer Einwanderin aus Mexiko geboren. Die engsten Beziehungen in ihrer Familie entwickelte sie zu ihrer Großmutter. 
House besuchte die University of North Florida und spezialisierte sich auf internationale Verhältnisse und asiatische Studien, nach dem Schulabschluss in der Bishop Kenny High School 1998. Sie spricht flüssiges Japanisch und Spanisch (womit sie schon mit frühen Jahren begonnen hat). Sie entwickelte um diese Zeit ein starkes Interesse am Modeln. Dies führte schließlich dazu, dass sie 50 Pfund abnahm, nachdem sie ihre Nahrung änderte und einen Plan verwendete.
Nachdem sie sich 2004 bei der zweiten Staffel zu America’s Next Top Model durchgesetzt hatte, erhielt Yoanna House einen Vertrag bei IMG Models.

## Auszeichnungen
- Teen Choice Award (2004)